# Daniel Mrázek
Daniel Mrázek (* 15. května 2003 Nymburk) je český krasobruslař, se svou sestrou Kateřinou juniorský mistr světa v tancích na ledě z roku 2023.

## Kariéra
Zpočátku se věnoval sólovému krasobruslení. Stal se bronzovým medailistou na juniorském mistrovství ČR 2018, zúčastnil se Evropského olympijského festivalu mládeže 2019 v Sarajevu a Olympijských her mládeže 2020 v Lausanne.
Následně vytvořil pár se svou sestrou Kateřinou a začal se věnovat tancům na ledě. Ve své druhé úplné společné sezoně 2022/23 se stali jedním z nejlepších juniorských párů světa. Vyhráli závody juniorské Grand Prix v Ostravě a v Egně v Itálii, čímž se kvalifikovali do finále seriálu. V Turíně ale jako favorité zaváhali, když v krátkém tanci i ve volném tanci oba spadli, přesto uhájili bronzovou medaili. Na mistrovství světa juniorů 2023 v Calgary nicméně získali zlatou medaili a po sportovní dvojici Anna Dušková, Martin Bidař se stali teprve druhými českými juniorskými mistry světa v historii.
I v dalším roce ještě mohli pokračovat v juniorské kategorii, ale rozhodli se přidat k sourozencům Natálii a Filipovi Taschlerovým jako druhý přední český pár v seniorských soutěžích. Oba páry trénují v jedné tréninkové skupině v Itálii pod vedením Mattea Zanniho a Barbory Řezníčkové. Absolvovali dva závody Grand Prix 2023/24, na Americké brusli skončili osmí a na GP v Espoo sedmí. V prosinci se při neúčasti zraněných Taschlerových stali mistry České republiky a kvalifikovali se na vrcholy roku 2024. Na mistrovství Evropy v Kaunasu obsadili deváté místo, a protože Taschlerovi byli sedmí, bylo to poprvé od roku 1980, kdy dva české taneční páry skončily na evropském šampionátu v první desítce. Na mistrovství světa v Montrealu skončili na třináctém místě, dvě místa před Taschlerovými, kteří doplatili na chybu v krátkém tanci.